# Hialeah Gardens
Hialeah Gardens is een plaats (city) in de Amerikaanse staat Florida, en valt bestuurlijk gezien onder Miami-Dade County. Hialeah Gardens staat op nummer 1 in de hele Verenigde Staten van mensen die het Spaans als moedertaal hebben: 95.68%. Slechts 4.31% heeft het Engels als moedertaal. Het nabijgelegen Hialeah scoort ook hoog.

## Demografie
Bij de volkstelling in 2000 werd het aantal inwoners vastgesteld op 19.297.
In 2006 is het aantal inwoners door het United States Census Bureau geschat op 19.658, een stijging van 361 (1.9%).

## Geografie
Volgens het United States Census Bureau beslaat de plaats een oppervlakte van
6,6 km², waarvan 6,4 km² land en 0,2 km² water.

## Plaatsen in de nabije omgeving
De onderstaande figuur toont nabijgelegen plaatsen in een straal van 8 km rond Hialeah Gardens.